# Нуг
Нуг (перс. بخش نوق) — іранський бахш у шахрестані Рафсанджан (Керман).

## Географія
Бахш включає одне місто Бахреман. До складу бахшу Нуг входить один дехестан.

## Відомі уродженці
У бахші Нуг народився колишній президент Ірану Алі Акбар Хашемі Рафсанджані.